# Фашун
Фа̀шун (на норвежки: Farsund) е град и едноименна община в южна Норвегия. Разположен е на брега на Северно море във фюлке Вест-Агдер на около 300 km южно от столицата Осло. Получава статут на община на 1 януари 1838 г. Има пристанище. Производство на алуминиеви автомобилни части и риболов. Население 9410 жители според данни от преброяването към 1 януари 2009 г.